# Szopy (Warszawa)
Szopy – dawna wieś podwarszawska, od 1916 w granicach miasta w dzielnicy Mokotów, dzieląca się od XVIII wieku na Szopy Polskie i Szopy Niemieckie. Historycznie Szopy Polskie zlokalizowane były w rejonie Królikarni na południe od niej, Szopy Niemieckie po przeciwnej stronie późniejszej ulicy Puławskiej. 
W systemie MSI dawne Szopy znajdują się na obszarach Ksawerów i Stegny.

## Opis
Wieś szlachecka, wymieniana w 1456, od XVII wieku własność zakonu karmelitów bosych, po 1795 własność rządowa. Pod koniec XVIII wieku władze pruskie osadziły tu na terenie folwarku kolonistów niemieckich w kolonii Szopy Niemieckie, na terenie wsi powstała kolonia Szopy Polskie. Początkowo należały do gminy Mokotów, lecz w 1909 roku zostały włączone do gminy Wilanów. 1 kwietnia 1916, na mocy rozporządzenia generał-gubernatora Hansa Hartwiga von Beselera, Szopy włączono do Warszawy. 
W 1898 oddana została do użytku Grójecka Kolej Dojazdowa pomiędzy placem Keksholmskim (plac przy koszarach Pułku Keksholmskiego, na południe od rogatek Mokotowskich przy placu Unii Lubelskiej) a Piasecznem, jedna ze stacji nosiła nazwę Szopy. W 1938 linia została wycofana z Warszawy aż do stacji Szopy, a w 1943 nazwa stacji została zmieniona na Dworzec Warszawa Południowa. Kolejka została zlikwidowana w 1969 roku, a obecnie funkcjonuje tu pętla autobusowa i stacja metra Wilanowska.
Najstarszym reliktem dawnej zabudowy Szopów Polskich jest murowany dworek Pyzlów przy ul. Potoki 5 z ok. 1860. Jest w bardzo złym stanie i popada w ruinę, mimo że wpisano go do gminnej ewidencji zabytków.